# Saturn Award für das beste Drehbuch
Folgende Autoren haben den Saturn Award für das beste Drehbuch gewonnen:
| Jahr | Preisträger                                | Film                                        | Weitere Nominierungen |
| ---- | ------------------------------------------ | ------------------------------------------- | --- |
| 1975 | William Peter Blatty                       | Der Exorzist                                | Keine weiteren Nominierungen |
| 1976 | Harlan Ellison Ib Melchior                 | Für das Gesamtwerk                          | Keine weiteren Nominierungen |
| 1977 | Jimmy Sangster                             | Für das Gesamtwerk                          | Keine weiteren Nominierungen |
| 1978 | George Lucas                               | Krieg der Sterne                            | Steven Spielberg für Unheimliche Begegnung der dritten Art Laird Koenig für Das Mädchen am Ende der Straße Larry Gelbart für Oh Gott … Michael Winner & Jeffrey Konvitz für Hexensabbat |
| 1979 | Elaine May Warren Beatty                   | Der Himmel soll warten                      | Heywood Gould für The Boys from Brazil Alfred Sole & Rosemary Ritvo für Communion – Messe des Grauens Cliff Green für Picknick am Valentinstag Anthony Shaffer für The Wicker Man |
| 1980 | Nicholas Meyer                             | Flucht in die Zukunft                       | Dan O’Bannon für Alien – Das unheimliche Wesen aus einer fremden Welt Jeb Rosebrook & Gerry Day für Das schwarze Loch Robert Kaufman für Liebe auf den ersten Biss Jerry Juhl & Jack Burns für Muppet Movie |
| 1981 | William Peter Blatty                       | The Ninth Configuration                     | Paddy Chayefsky für Der Höllentrip Lewis John Carlino für Der starke Wille John Sayles für Der Horror-Alligator Leigh Brackett & Lawrence Kasdan für Das Imperium schlägt zurück |
| 1982 | Lawrence Kasdan                            | Jäger des verlorenen Schatzes               | John Landis für American Werewolf Peter Hyams für Outland – Planet der Verdammten Terry Gilliam & Michael Palin für Time Bandits David Eyre & Michael Wadleigh für Wolfen |
| 1983 | Melissa Matheson                           | E.T. – Der Außerirdische                    | Jay Presson Allen für Das Mörderspiel Terry Hayes, George Miller & Brian Hannant für Mad Max II – Der Vollstrecker Jack B. Sowards für Star Trek II: Der Zorn des Khan Albert Pyun, Tom Karnowski & John V. Stuckmeyer für Talon im Kampf gegen das Imperium |
| 1984 | Ray Bradbury                               | Das Böse kommt auf leisen Sohlen            | Jeffrey Boam für Dead Zone Lawrence Kasdan & George Lucas für Die Rückkehr der Jedi-Ritter Bill Conlon & Michael Laughlin für Das Geheimnis von Centreville Lawrence Lasker & Walter F. Parkes für WarGames – Kriegsspiele |
| 1985 | James Cameron Gale Anne Hurd               | Terminator                                  | Earl MacRauch für Buckaroo Banzai – Die 8. Dimension Chris Columbus für Gremlins – Kleine Monster Willard Huyck & Gloria Katz für Indiana Jones und der Tempel des Todes Alex Cox für Repo Man |
| 1986 | Tom Holland                                | Die rabenschwarze Nacht – Fright Night      | Tom Benedek für Cocoon Terry Hayes & George Miller für Mad Max – Jenseits der Donnerkuppel Woody Allen für The Purple Rose of Cairo Chris Columbus für Das Geheimnis des verborgenen Tempels |
| 1987 | James Cameron                              | Aliens – Die Rückkehr                       | Nick Castle für Der Knabe, der fliegen konnte Paul Hogan, Ken Shadie & John Cornell für Crocodile Dundee – Ein Krokodil zum Küssen Howard Ashman für Der kleine Horrorladen Steve Meerson, Peter Krikes, Harve Bennett & Nicholas Meyer für Star Trek IV: Zurück in die Gegenwart |
| 1988 | Michael Miner Edward Neumeier              | RoboCop                                     | Alan Parker für Angel Heart James Dearden für Eine verhängnisvolle Affäre Jim Kouf für The Hidden – Das unsagbar Böse William Goldman für Die Braut des Prinzen Michael Cristofer für Die Hexen von Eastwick |
| 1990 | Gary Ross Anne Spielberg                   | Big                                         | Michael McDowell & Warren Skaaren für Beetlejuice Tom Holland, Don Mancini & John Lafia für Chucky – Die Mörderpuppe David Cronenberg & Norman Snider für Die Unzertrennlichen Alan B. McElroy für Halloween IV – Michael Myers kehrt zurück Jeffrey Price & Peter S. Seaman für Falsches Spiel mit Roger Rabbit                                                                         |
| 1991 | William Peter Blatty                       | Der Exorzist III                            | James Cameron für Abyss – Abgrund des Todes Jerry Belson für Always – Der Feuerengel von Montana Don Jakoby & Wesley Strick für Arachnophobia Phil Alden Robinson für Feld der Träume Bruce Joel Rubin für Ghost – Nachricht von Sam Jeffrey Boam für Indiana Jones und der letzte Kreuzzug Ronald Shusett, Dan O’Bannon & Gary Goldman für Total Recall – Die totale Erinnerung         |
| 1992 | Ted Tally                                  | Das Schweigen der Lämmer                    | Albert Brooks für Rendezvous im Jenseits Richard LaGravenese für König der Fischer Charles Gale für Prisoners William Goldman für Misery James Cameron & William Wisher Jr. für Terminator 2 – Tag der Abrechnung |
| 1993 | James V. Hart                              | Bram Stoker’s Dracula                       | Vincent Ward, David Giler, Walter Hill & Larry Ferguson für Alien 3 Joe Eszterhas für Basic Instinct Brent Maddock, S. S. Wilson, Bernard Rose für Candyman’s Fluch Martin Donovan & David Koepp für Der Tod steht ihr gut Nicholas Meyer & Denny Martin Flinn für Star Trek VI: Das unentdeckte Land David Lynch & Robert Engels für Twin Peaks – Der Film                              |
| 1994 | Michael Crichton David Koepp               | Jurassic Park                               | Tracy Tormé für Feuer am Himmel Danny Rubin & Harold Ramis für Und täglich grüßt das Murmeltier Brent Maddock, S. S. Wilson, Gregory Hansen & Erik Hansen für 4 himmlische Freunde Tim Metcalfe für Kalifornia Shane Black & David Arnott für Last Action Hero Quentin Tarantino für True Romance                                                                                        |
| 1995 | Jim Harrison Wesley Strick                 | Wolf – Das Tier im Manne                    | Scott Alexander & Larry Karaszewski für Ed Wood Eric Roth für Forrest Gump Steph Lady & Frank Darabont für Mary Shelley’s Frankenstein Frank Darabont für Die Verurteilten Mark Verheiden für Timecop |
| 1996 | Andrew Kevin Walker                        | Sieben                                      | George Miller & Chris Noonan für Ein Schweinchen namens Babe Quentin Tarantino für From Dusk Till Dawn James Cameron & Jay Cocks für Strange Days Joss Whedon, Andrew Stanton, Joel Cohen & Alec Sokolow für Toy Story David Webb Peoples & Janet Peoples für 12 Monkeys |
| 1997 | Kevin Williamson                           | Scream – Schrei!                            | Andy Wachowski, Larry Wachowski für Bound – Gefesselt Fran Walsh & Peter Jackson für The Frighteners Dean Devlin & Roland Emmerich für Independence Day Jonathan Gems für Mars Attacks! Brannon Braga & Ronald D. Moore für Star Trek: Der erste Kontakt |
| 1998 | Mike Werb Michael Colleary                 | Im Körper des Feindes                       | James V. Hart & Michael Goldenberg für Contact Jonathan Lemkin & Tony Gilroy für Im Auftrag des Teufels Ed Solomon für Men in Black Matthew Robbins & Guillermo del Toro für Mimic – Angriff der Killerinsekten Edward Neumeier für Starship Troopers |
| 1999 | Andrew Niccol                              | Die Truman Show                             | Brandon Boyce für Der Musterschüler Don Mancini für Chucky und seine Braut Alex Proyas, Lem Dobbs & David S. Goyer für Dark City Gary Ross für Pleasantville – Zu schön, um wahr zu sein Joseph Stefano für Psycho |
| 2000 | Charlie Kaufman                            | Being John Malkovich                        | Ehren Kruger für Arlington Road M. Night Shyamalan für The Sixth Sense Stephen Sommers für Die Mumie Andy Wachowski, Larry Wachowski für Matrix Andrew Kevin Walker für Sleepy Hollow |
| 2001 | David Hayter                               | X-Men                                       | Karey Kirkpatrick für Chicken Run – Hennen rennen Toby Emmerich für Frequency Billy Bob Thornton & Tom Epperson für The Gift – Die dunkle Gabe David Franzoni, John Logan & William Nicholson für Gladiator Wang Hui-Ling, James Schamus & Tsai Kuo Jung für Tiger and Dragon |
| 2002 | Steven Spielberg                           | A.I. – Künstliche Intelligenz               | Fran Walsh, Philippa Boyens & Peter Jackson für Der Herr der Ringe: Die Gefährten Robert L. Baird & Daniel Gerson für Die Monster AG Alejandro Amenábar für The Others Stéphane Cabel & Christophe Gans für Pakt der Wölfe Ted Elliott, Terry Rossio, Joe Stillman & Roger S.H. Schulman für Shrek – Der tollkühne Held                                                                  |
| 2003 | Scott Frank Jon Cohen                      | Minority Report                             | Brent Hanley für Dämonisch Hillary Seitz für Insomnia – Schlaflos Fran Walsh, Philippa Boyens, Stephen Sinclair & Peter Jackson für Der Herr der Ringe: Die zwei Türme Mark Romanek für One Hour Photo Hayao Miyazaki, Cindy Davis Hewitt & Donald H. Hewitt für Chihiros Reise ins Zauberland                                                                                           |
| 2004 | Fran Walsh Philippa Boyens Peter Jackson   | Der Herr der Ringe: Die Rückkehr des Königs | Alex Garland für 28 Days Later Andrew Stanton, Bob Peterson & David Reynolds für Findet Nemo Heather Hach & Leslie Dixon für Freaky Friday – Ein voll verrückter Freitag Quentin Tarantino für Kill Bill – Volume 1 Dan Harris & Michael Dougherty für X-Men 2 |
| 2005 | Alvin Sargent                              | Spider-Man 2                                | Jean-Claude Carrière, Milo Addica & Jonathan Glazer für Birth Steven Kloves für Harry Potter und der Gefangene von Askaban Guillermo del Toro, Peter Briggs & Mike Mignola für Hellboy Robert Gordon für Lemony Snicket – Rätselhafte Ereignisse Feng Li, Wang Bin & Zhang Yimou für House of Flying Daggers                                                                             |
| 2006 | Christopher Nolan David S. Goyer           | Batman Begins                               | Ann Peacock, Andrew Adamson, Christopher Markus & Stephen McFeely für Die Chroniken von Narnia: Der König von Narnia Steven Kloves für Harry Potter und der Feuerkelch Peter Jackson, Fran Walsh & Philippa Boyens für King Kong George Lucas für Star Wars: Episode III – Die Rache der Sith David Koepp für Krieg der Welten                                                           |
| 2007 | Michael Dougherty Dan Harris               | Superman Returns                            | Neal Purvis, Robert Wade & Paul Haggis für James Bond 007 – Casino Royale Guillermo del Toro für Pans Labyrinth Andrew Birkin, Bernd Eichinger & Tom Tykwer für Das Parfum – Die Geschichte eines Mörders Zach Helm für Schräger als Fiktion Andy Wachowski, Larry Wachowski für V wie Vendetta                                                                                          |
| 2008 | Brad Bird                                  | Ratatouille                                 | Michael Gordon, Zack Snyder & Kurt Johnstad für 300 Roger Avary & Neil Gaiman für Die Legende von Beowulf Michael Goldenberg für Harry Potter und der Orden des Phönix Ethan und Joel Coen für No Country for Old Men John Logan für Sweeney Todd – Der teuflische Barbier aus der Fleet Street                                                                                          |
| 2009 | Christopher Nolan Jonathan Nolan           | The Dark Knight                             | J. Michael Straczynski für Der fremde Sohn David Koepp & John Kamps für Wen die Geister lieben Mark Fergus, Hawk Ostby, Art Marcum & Matt Holloway für Iron Man John Ajvide Lindqvist für So finster die Nacht Eric Roth für Der seltsame Fall des Benjamin Button |
| 2010 | James Cameron                              | Avatar – Aufbruch nach Pandora              | Neill Blomkamp & Terri Tatchell für Let Me In Quentin Tarantino für Inglourious Basterds Alex Kurtzman & Roberto Orci für Star Trek Alex Tse & David Hayter für Watchmen – Die Wächter Spike Jonze & Dave Eggers für Wo die wilden Kerle wohnen |
| 2011 | Christopher Nolan                          | Inception                                   | Matt Reeves für Let Me In Michael Arndt für Toy Story 3 Peter Morgan für Hereafter – Das Leben danach John J. McLaughlin, Mark Heyman & Andres Heinz für Black Swan Alex Garland für Alles, was wir geben mussten |
| 2012 | Jeff Nichols                               | Take Shelter – Ein Sturm zieht auf          | Mike Cahill & Brit Marling für Another Earth John Logan für Hugo Cabret Rick Jaffa & Amanda Silver für Planet der Affen: Prevolution Woody Allen für Midnight in Paris J. J. Abrams für Super 8 |
| 2013 | Quentin Tarantino                          | Django Unchained                            | Tracy Letts für Killer Joe Martin McDonagh für 7 Psychos David Magee für Life of Pi: Schiffbruch mit Tiger Joss Whedon für Marvel’s The Avengers Joss Whedon und Drew Goddard für The Cabin in the Woods |
| 2014 | Spike Jonze                                | Her                                         | Fran Walsh, Philippa Boyens, Peter Jackson & Guillermo del Toro für Der Hobbit: Smaugs Einöde Ethan & Joel Coen für Inside Llewyn Davis Alfonso Cuarón & Jonás Cuarón für Gravity Jennifer Lee für Die Eiskönigin – Völlig unverfroren Edgar Wright & Simon Pegg für The World’s End |
| 2015 | Christopher Nolan Jonathan Nolan           | Interstellar                                | Christopher Markus & Stephen McFeely für The Return of the First Avenger Christopher McQuarrie, Jez & John-Henry Butterworth für Edge of Tomorrow Wes Anderson für Grand Budapest Hotel James Gunn & Nicole Perlman für Guardians of the Galaxy Fran Walsh, Philippa Boyens, Peter Jackson & Guillermo del Toro für Der Hobbit: Die Schlacht der Fünf Heere Damien Chazelle für Whiplash |
| 2016 | Lawrence Kasdan J. J. Abrams Michael Arndt | Star Wars: Das Erwachen der Macht           | Guillermo del Toro & Matthew Robbins für Crimson Peak Alex Garland für Ex Machina Drew Goddard für Der Marsianer – Rettet Mark Watney Matthew Vaughn & Jane Goldman für Kingsman: The Secret Service Rick Jaffa, Amanda Silver, Derek Connolly & Colin Trevorrow für Jurassic World George Miller, Brendan McCarthy & Nico Lathouris für Mad Max: Fury Road                              |
| 2017 | Eric Heisserer                             | Arrival                                     | Melissa Mathison für BFG – Big Friendly Giant Rhett Reese & Paul Wernick für Deadpool Taylor Sheridan für Hell or High Water Jon Spaihts, Scott Derrickson & C. Robert Cargill für Doctor Strange Chris Weitz & Tony Gilroy für Rogue One: A Star Wars Story |
| 2018 | Rian Johnson                               | Star Wars: Die letzten Jedi                 | Ryan Coogler & Joe Robert Cole für Black Panther Hampton Fancher & Michael Green für Blade Runner 2049 Jordan Peele für Get Out Scott Frank, James Mangold & Michael Green für Logan – The Wolverine Guillermo del Toro & Vanessa Taylor für Shape of Water – Das Flüstern des Wassers Allan Heinberg für Wonder Woman                                                                   |
| 2019 | Bryan Woods, Scott Beck & John Krasinski   | A Quiet Place                               | Drew Goddard für Bad Times at the El Royale Christopher Markus & Stephen McFeely für Avengers: Endgame Christopher McQuarrie für Mission: Impossible – Fallout Oh Jung-mi & Lee Chang-dong für Burning Jordan Peele für Wir S. Craig Zahler für Dragged Across Concrete |
| 2021 | Quentin Tarantino                          | Once Upon a Time in Hollywood               | Mike Flanagan für Doctor Sleeps Erwachen Rick Jaffa, Amanda Silver, Lauren Hynek & Elizabeth Martin für Mulan Bong Joon-ho & Han Jin-won für Parasite Christopher Nolan für Tenet Todd Phillips & Scott Silver für Joker Chris Terrio & J. J. Abrams für Star Wars: Der Aufstieg Skywalkers                                                                                              |
| 2022 | Guillermo del Toro & Kim Morgan            | Nightmare Alley                             | Matt Reeves & Peter Craig für The Batman Scott Derrickson & C. Robert Cargill für The Black Phone Daniel Kwan & Daniel Scheinert für Everything Everywhere All at Once Jordan Peele für Nope James Vanderbilt & Guy Busick für Scream Chris McKenna & Erik Sommers für Spider-Man: No Way Home                                                                                           |
| 2024 | James Cameron, Rick Jaffa & Amanda Silver  | Avatar: The Way of Water                    | Noah Baumbach & Greta Gerwig für Barbie Mia Goth & Ti West für Pearl Erik Jendresen & Christopher McQuarrie für Mission: Impossible – Dead Reckoning Teil Eins Christopher Nolan für Oppenheimer Seth Reiss & Will Tracy für The Menu |
| 2025 | Oz Perkins                                 | Longlegs                                    | Alfred Gough & Miles Millar für Beetlejuice Beetlejuice Shawn Levy & Ryan Reynolds für Deadpool & Wolverine Denis Villeneuve & Jon Spaihts für Dune: Part Two Takashi Yamazaki für Godzilla Minus One Josh Friedman, Rick Jaffa & Amanda Silver für Planet der Affen: New Kingdom JT Mollner für Strange Darling                                                                         |